# La Carrera (Torelló)
La Carrera és una masia de Torelló (Osona), catalogada com a bé cultural d'interès local.

## Història
Està documentada des del segle xii, i quedà rònec a causa de la pesta negra de 1348.
Fortià Solà, a la seva Història de Torelló, transcriu la carta de població concedida a aquest mas el 1427:
| «                                  | Bernat ça Codolosa procurador del senyor Bernat Joan de Cabrera després d'haver consultat al batlle i prohoms de la població dona preferència a prendre el mas a Guillem ça Riera i Pere Reig, abduïnt a què Guillem ça Riera és del llinatge del mas Carrera. Estableix a aquestes dos homes per emfiteusi, amb l'obligació de pagar quatre sous a l'any pagadors per Tot Sants i a complir pactes i condicions | » |
| — Fortia Solà (A. P. T. Perg.- XV) | |   |

Al segle xvi, els Carrera participaren del creixement urbanístic de Torelló, al sector meridional del carrer de Ges d'Avall i al de Rocaprevera. Josepa de la Carrera es va casar amb el gerrer Antoni Jaumar i Xivixell, que va morir durant l'ocupació napoleònica. El 1845, el propietari era el seu fill Josep Antoni de Jaumar i de la Carrera, notari de la cúria episcopal de Barcelona, succeït pel seu fill Josep de Jaumar i Andreu, que va llegar la propietat als germans Jacint i Gonçal de Jaumar. Aquests residien al carrer de Bonavista, 7 de Gràcia, i estiuejaven al mas, arrendat a masovers.

## Descripció
Masia de planta rectangular coberta a quatre vessants i que consta de planta baixa i dos pisos. La façana és orientada a ponent i el portal és d'arc rebaixat, al seu davant i els cossos laterals són envoltats per unes arcades sostingudes per pilars, damunt de les quals s'hi forma una terrassa envoltada per una balustrada. El mur de mig migdia l'únic que no té terrassa presenta uns badius al pis superior. A ponent observem unes finestres de tipus gòtic. Al centre de l'edificació s'hi eleva una llanterna coberta a quatre vessants. És construïda amb pedra i arrebossada al damunt, mentre els elements de ressalt són de pedra grisosa. Per les característiques constructives degué ser reformada a finals segle xix o principis del xx.